# Sidney Paget
Sidney Edward Paget (4 d'octubre del 1860 a Londres - 28 de gener del 1908) va ser un il·lustrador britànic de l'Època victoriana que va treballar molt per la revista The Strand.

## Biografia
Actualment, Sydney Paget és conegut com el creador de la imatge popular de Sherlock Holmes. Va ser contractat involuntàriament per il·lustrar Les aventures de Sherlock Holmes, una sèrie de dotze relats curts que es van publicar des del juliol del 1891 fins al desembre de 1892, quan va rebre accidentalment una carta dels editors de la revista The Strand amb l'encàrrec que anava destinada al seu germà petit, Walter Paget.
Tot i que segons l'Oxford Dictionary of National Biography, Henry Marriott Paget (un altre germà seu) afirma el contrari, existeix la creença popularment acceptada que Paget es va basar en el seu germà Walter per dibuixar Sherlock Holmes.
El 1893, Paget va il·lustrar Les Memòries de Sherlock Holmes, publicades a la revista The Strand com episodis addicionals a Les aventures de Sherlock Holmes.Quan Sir Arthur Conan Doyle va reviure la sèrie amb El gos dels Baskerville, publicat per entregues al The Strand Magazine durant el 1901 i el 1902, va requerir específicament que Paget fos l'il·lustrador. Paget va il·lustrar també una altra sèrie d'històries curtes, El retorn de Sherlock Homes, durant els anys 1903-04.
En total, va il·lustrar una novel·la i 37 històries curtes de Sherlock Holmes. Les seves il·lustracions han influenciat a totes les interpretacions del gran detectiu, tant en pel·lícules com al teatre.
Els seus dibuixos van aparèixer al The Strand Magazine, al Pictorial World, al The Sphere, al The Graphic, a l'Illustrated London News i al The Pall Mall Magazine. Les seves contribucions a l'obra detectivesca de Sir Arthur Conan Doyle i d'Arthur Morrison van fer guanyar una part de la popularitat d'aquests autors.